# イノシトールトリスリン酸受容体
イノシトールトリスリン酸受容体（イノシトールトリスリンさんじゅようたい、英：Inositol trisphosphate receptor、IP3R、IP3受容体）はイノシトールトリスリン酸 (IP3) により活性化される、カルシウムチャネルの働きをする膜糖タンパク質群である。IP3受容体はネズミの小脳から最初に精製された。

## 分布
IP3受容体は幅広い組織に分布するが、特に小脳で豊富である。IP3受容体のほとんどは細胞内の小胞体膜に組み込まれている。

## 構造
IP3受容体は分子量 313 kDaのサブユニット4個から成る。両生類、魚類、哺乳類では3つのパラログがあり、それらはホモ、またはヘテロオリゴマーを形成し得る。1型IP3受容体 (IP3R-1) はこれら3つの中で最も広く、すべての組織およびすべての発達段階で発現している。